# PGC 109183
LEDA/PGC 109183 ist eine Galaxie im Sternbild Sculptor am Südsternhimmel. Sie ist schätzungsweise 1 Milliarde Lichtjahre von der Milchstraße entfernt.

Im selben Himmelsareal befinden sich u. a. die Galaxien NGC 534, NGC 544, NGC 546, NGC 549.